# Med sång och med jubel till striden vi går
Med sång och med jubel till striden vi går är en sång med text av en okänd författare och som sjungs på en finsk melodi.

## Publicerad i
- Musik till Frälsningsarméns sångbok 1907 som nr 358.
- Frälsningsarméns sångbok 1929 som nr 421 under rubriken "Strid och verksamhet - Under striden".
- Frälsningsarméns sångbok 1968 som nr 469 under rubriken "Kamp och seger".
- Frälsningsarméns sångbok 1990 som nr 631 under rubriken "Strid och kallelse till tjänst".